# Maggie Voisin
Maggie Voisin (Whitefish, 14 de diciembre de 1998) es una deportista estadounidense que compite en esquí acrobático, especialista en la prueba de slopestyle.
Consiguió siete medallas en los X Games de Invierno. Participó en los Juegos Olímpicos de Pyeongchang 2018, ocupando el cuarto lugar en el slopestyle.

## Medallero internacional
| \| X Games de Invierno \| X Games de Invierno \| X Games de Invierno \| X Games de Invierno \| \| ------------------- \| ---------------------- \| ------------------- \| ------------------- \| \| 2014 \| Aspen (Estados Unidos) \| Medalla de plata \| Slopestyle \| \| 2017 \| Oslo (Noruega) \| Medalla de bronce \| Big air \| \| 2018 \| Aspen (Estados Unidos) \| Medalla de oro \| Slopestyle \| \| 2019 \| Aspen (Estados Unidos) \| Medalla de bronce \| Slopestyle \| \| 2020 \| Aspen (Estados Unidos) \| Medalla de bronce \| Slopestyle \| \| 2020 \| Hafjell (Noruega) \| Medalla de oro \| Slopestyle \| \| 2020 \| Hafjell (Noruega) \| Medalla de plata \| Big air \| |                        |                   |            |
| X Games de Invierno |                        |                   |            |
| 2014 | Aspen (Estados Unidos) | Medalla de plata  | Slopestyle |
| 2017 | Oslo (Noruega)         | Medalla de bronce | Big air    |
| 2018 | Aspen (Estados Unidos) | Medalla de oro    | Slopestyle |
| 2019 | Aspen (Estados Unidos) | Medalla de bronce | Slopestyle |
| 2020 | Aspen (Estados Unidos) | Medalla de bronce | Slopestyle |
| 2020 | Hafjell (Noruega)      | Medalla de oro    | Slopestyle |
| 2020 | Hafjell (Noruega)      | Medalla de plata  | Big air    |